# 조임도 간송문집 및 금라전신록 목판
조임도 간송문집 및 금라전신록 목판(趙任道 澗松文集 및 金羅傳信錄 木板)은 대한민국 경상남도 함안군 대산면 장암리에 있는, 조선 인조 때의 학자인 간송당 조임도(1585∼1664)의 문집인 『간송문집』과 『금라전언록』을 간행하기 위해 만든 것이다.
1979년 12월 29일 경상남도의 유형문화재 제180호 간송문집 및 금라전언록책판으로 지정되었다가, 2018년 12월 20일 현재의 명칭으로 변경되었다.

## 개요
이 책판은 조선 인조 때의 학자인 간송당 조임도(1585∼1664)의 문집인 『간송문집』과 『금라전언록』을 간행하기 위해 만든 것이다. 조임도는 효심이 극진하여 백효(伯孝)라고 불렀다. 인조반정 직후 공조좌랑을 역임하였으나 곧 벼슬을 버리고 고향으로 내려가 학업에 열중하였다.
『간송집』은 영조 20년(1744)에 간행한 것이고, 『금라전언록』은 함안의 역사와 고려말 충신 이방실 장군을 비롯한 함안 출신자들의 업적을 기록한 것으로 순조 13년(1813)에 간행되었다. 책판의 크기는 가로 44.5㎝, 세로 21.5㎝이며, 총 190매가 합강정에 보관되어 있다.

## 같이 보기
- 조임도

## 참고 문헌
- 조임도 간송문집 및 금라전신록 목판 - 국가유산청 국가유산포털